# Bishopthorpe Palace
Bishopthorpe Palace è una casa signorile e dimora storica a Bishopthorpe, a sud di York, nell'autorità unitaria della città di York e nella contea cerimoniale North Yorkshire, in Inghilterra.
Si erge sul fiume Ouse ed è la residenza ufficiale dell'arcivescovo di York.
Nell'ambito del territorio è a volte chiamato semplicemente "il palazzo dell'Arcivescovo".
Nel XIII secolo, l'arcivescovo Grey comprò il maniero nel luogo che era allora St. Andrewthorpe e lo diede al decano e al capitolo della cattedrale di York. Da allora, il villaggio divenne noto come Bishopthorpe.
Il palazzo è un monumento classificato di I grado, che si trova in un ambiente rurale e boscoso ed include una portineria, stalle, una birreria e il cottage del birraio. Fu ristrutturato da Thomas Atkinson tra il 1763 e il 1769.
L'attuale arcivescovo, John Sentamu, inizialmente non si trasferì nel palazzo, siccome si stava appena cominciando un grande rinnovamento e restauro in quel periodo.

## Citazioni in narrativa
Nella serie di romanzi storici scritti da Candace Robb e aventi come protagonista l'arciere gallese Owen Archer, il palazzo di Bisopthorpe è spesso citato come residenza estiva dell'arcivescovo di York John Thoresby; numerosi capitoli del romanzo La croce degli innocenti ("The Guilt of Innocents") sono ivi ambientati.